# Loncin (Motorrad)

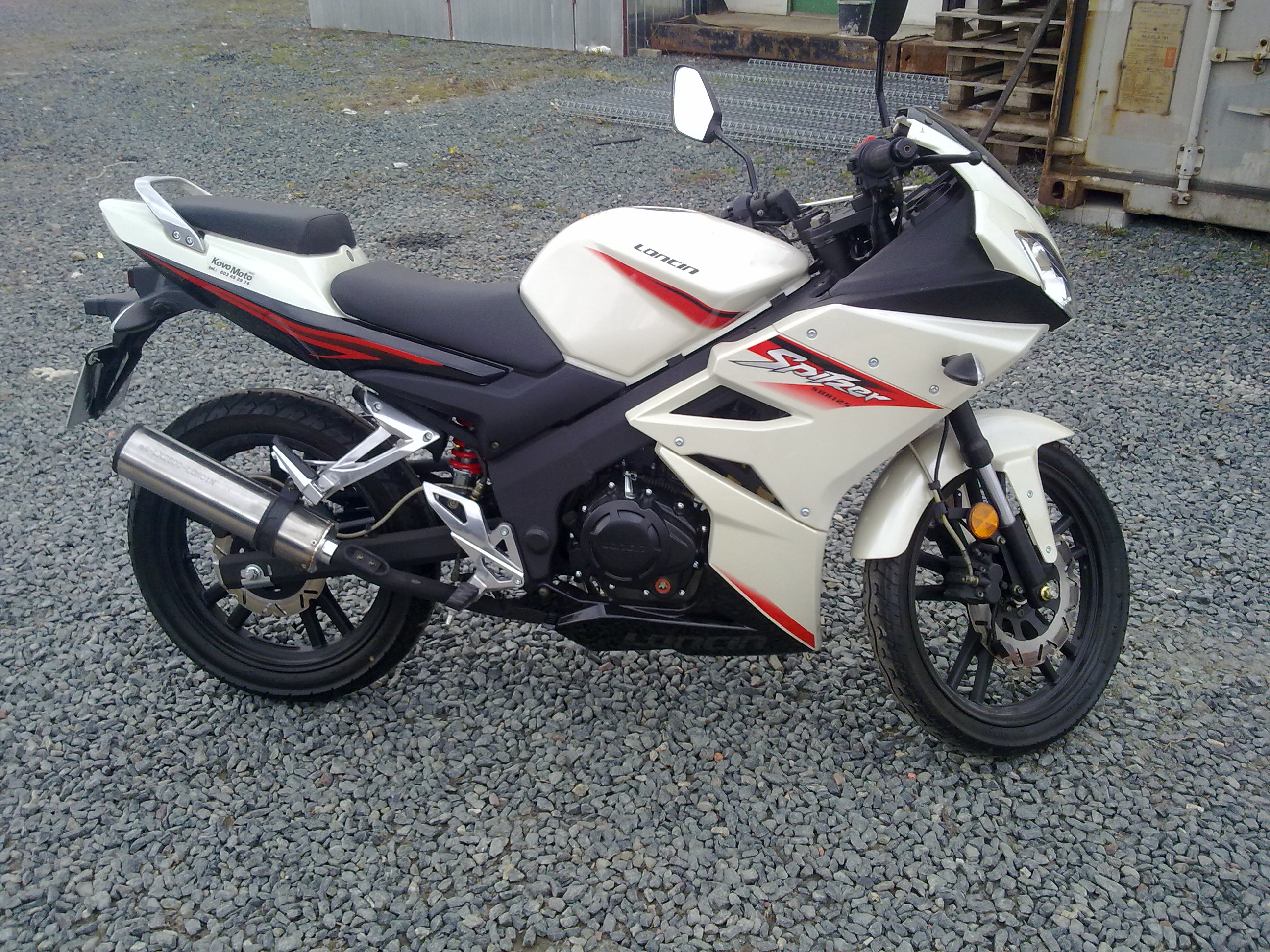
Loncin SBR 125 Spitzer

Loncin (Loncin Industrial Group Co., Ltd), gegründet 1993, ist ein chinesischer Hersteller von Motoren, Motorrädern und Quads mit Sitz in Chongqing, China.

## Geschichte
Loncin wurde 1993 gegründet und baut seit 1996 Verbrennungsmotoren für verschiedene Verwendungszwecke. 1999 wurde das erste Motorradmodell auf den Markt gebracht. Bereits im Jahre 2000 wurden Loncin-Motorräder bei der vietnamesischen Polizei eingesetzt. 2006 war Loncin der größte chinesische Motorrad-Exporteur. Das Unternehmen beschäftigt über 5.000 Mitarbeiter und gehört zu den größten Motor- und Zweiradherstellern in China. In einem modernen Forschungs- und Entwicklungszentrum arbeiten ca. 200 Mitarbeiter an der Produktentwicklung.

## Portfolio
Die Produktpalette umfasst inzwischen über hundert Modelle, unter anderem Mofas, Mopeds, Motorroller, Enduros, Motorräder und Quads mit Hubräumen bis 300 cm³. Außerdem werden luft- und wassergekühlte Zwei- und Viertaktmotoren zwischen 40 und 300 cm³ produziert, vorwiegend zum Einsatz in Zweirädern, aber auch für Rasenmäher, Kettensägen und andere Einsatzzwecke. Unter anderem stellt Loncin für BMW die Einzylindermotoren mit 650 cm³ Hubraum für die G 650 GS her.
Seit 2018 fertigt Loncin die beiden Scooter Modelle C 400 X und C 400 GT für BMW und auch die Reihen-Zweizylinder der F-Serie ab 853 cm³ Hubraum, deren Vorgänger mit ca. 700 und 800 cm³ für BMW noch bei Rotax in Österreich gefertigt worden waren.
2022 wurden unter der Marke Voge zwei neue Motorräder vorgestellt. Die Voge 900 DS hat viele Gleichteile der BMW F 850 GS. Die SR4 MAX 350 teilt sich die Plattform mit der BMW C 400 GT.

## Trivia
Loncin hat sich in der Saison 2008 und 2009 mit einem Werksteam in der 125-cm³-Klasse der Motorrad-Weltmeisterschaft engagiert.